# Condado de Worcester (Massachusetts)
El condado de Worcester es un condado del estado de Massachusetts, Estados Unidos. Tiene una población estimada, a mediados de 2023, de  866 866 habitantes.
La sede del condado es Worcester. 

## Geografía
Según la Oficina del Censo, el condado tiene una superficie total de 4090 km², de los cuales 3910 km² corresponden a tierra firme y 180 km² están cubiertos de agua.

## Ley y Gobierno
a pesar de que el Gobierno del Condado de Worcester fue abolido el 1 de julio de 1998 (la misma fecha que la del condado de Hampden) y de que todas sus funciones fueron transferidas a las agencias estatales, el Sheriff y algunos otros funcionarios regionales con funciones específicas aún son elegidos localmente para realizar funciones dentro del condado.

## Demografía

### Censo de 2020
Según el censo de 2020, en ese momento el condado tenía una población de 862 111 habitantes. La densidad poblacional era de 220.5 hab./km². Había 351 764 viviendas, lo que implica una densidad de 90/km². El 73.57% de los habitantes eran blancos, el 5.57% eran afroamericanos, el 0.31% eran amerindios, el 5.38% eran asiáticos, el 0.03% eran isleños del Pacífico, el 6.43% eran de otras razas y 8.71% eran de una mezcla de razas. Del total de la población, el 12.98% eran hispanos o latinos de cualquier raza. En cuanto a la lengua materna, el 78.1% de los habitantes hablaban inglés y el 9.4% hablaban español.

### Estimación 2018-2022
Según la estimación 2018-2022 de la Oficina del Censo, los ingresos medios de los hogares del condado son de $86,258 y los ingresos medios de las familias son de $107,446. Los ingresos per cápita en los últimos doce meses, medidos en dólares de 2022, son de $45,433. Alrededor del 10.6% de la población está por debajo de la línea de pobreza nacional.